# Saint-Benoît-de-Carmaux

Saint-Benoît-de-Carmaux este o comună în departamentul Tarn din sudul Franței. În 2009 avea o populație de 2.145 de locuitori.

## Evoluția populației
| An        | 1975  | 1982  | 1990  | 1999  | 2006  | 2009  |
| --------- | ----- | ----- | ----- | ----- | ----- | ----- |
| Populație | 3.171 | 2.745 | 2.431 | 2.265 | 2.137 | 2.145 |